# Horacio Vásquez
Felipe Horacio Vásquez Lajara (1860–1936) foi um general e político dominicano; que atuou como presidente interino da República Dominicana, em 1899, e novamente entre 1902 e 1903. Os partidários de Vásquez eram conhecidos como Horacistas, em oposição aos Jimenistas, partidários do principal rival de Vásquez, Juan Isidro Jimenes.  Concorreu para um mandato completo como presidente em 1914, mas perdeu para Jimenes.
Após a ocupação da República Dominicana por forças militares dos Estados Unidos de 1916 a 1924, Vásquez foi eleito democraticamente como presidente do país e governou, entre 1924 e 1930, e novamente separadamente em 1930 antes de ser deposto pelo general Rafael Trujillo e enviado para o exílio. 